# Z Delphini
Z Delphini är en pulserande variabel av Mira Ceti-typ i stjärnbilden Delfinen. 
Stjärnan varierar mellan magnitud +8,3 och 15,3 med en period av 304,48 dygn.